# Yuzmashavia
Yuzhmashavia (Russisch: Авиационная транспортная компания «Южмашавиа», Oekraïens: Авіаційна транспортна компанія «Южмашавіа») is een Oekraïense luchtvaartmaatschappij met thuisbasis in Dnipro.

## Geschiedenis
Yuzhmashavia werd opgericht in 1985 door de Zuidelijke Machinefabriek in Dnipro.

## Vloot
De vloot van Yuzhmashavia bestaat uit: (maart 2007)
- 2 Ilyushin Il-76TD
- 2 Yakolev Yak-40
- 1 Yakolev Yak-40K